# Louis Charles Trabut
Louis Charles Trabut (Chambéry, 12 luglio 1853 – Algeri, 25 aprile 1929) è stato un botanico e fisico francese originario di Chambéry, dipartimento della Savoia.
È ricordato per il suo lavoro sulla flora dell'Algeria e della Tunisia.
Trabut fu un professore di storia naturale presso la facoltà di Medicina e Farmacia di Algeri, e consulente fisico presso Hôpital Mustapha. Con il botanico Jules Aimé Battandier (1848–1922), pubblicò alcuni lavori sulla flora algerina tra cui : 
- Flore de l'Algérie (1888-90)
- L'Algérie, le sol et les habitants, flore, faune, geologie, anthropologie, ressources agricoles et économiques (1898)
- Flore analytique et synoptique de l'Algérie et de la Tunisie (1905)

Il suo cognome fu associato ad alcune specie di piante tipo la specie di eucalyptus Eucalyptus trabutii.